# 艅艎
艅艎，又名餘皇，是古代戰船的其中一個種類。它在中國春秋時代開始被用於軍事用途。吳國水軍的戰船是當時最有名的，艅艎是其中一類。同期亦有「三翼」、「橋舡」等艦艇。

## 歷史
春秋時代南方的吳、楚和越三國經常於長江流域爭霸，水軍時常用船隻運載軍隊進行水戰。而舟師有其作戰的方式，又能夠獨立執行作戰任務。據東漢趙曄《吳越春秋》中記述，吳、楚水師間都會動用艅艎來應付多達20場的大小戰役。而左丘明《春秋左氏傳》記載在鲁襄公二十四年（公元前549年）「楚子為舟師以伐吳」。當中的「舟師」正是指艅艎。另外《春秋左傳》也記述過吳國在鲁昭公十七年（公元前525年）出動舟師和楚國的舟師戰於長江（現在安徽當塗的西南方位置）。結果，楚國大破吳師，且獲取其戰船艅艎作戰利品。這反映了當時兩國水軍使用艅艎作戰的情況。
此外，「艅艎」一語是史書中最早出現的戰船名稱，一般指當時吳王所乘坐的指揮船。故又名「王舟」。而艅艎的船頭部分通常有鷁（中國古時一種類似鷺的水鳥）首做裝飾。後世以此詞泛指大船及大型戰船。例如晉朝郭璞《江賦》寫道：「漂飛雲，運艅艎。」。南朝詩人王籍《入若耶溪》：「艅艎何泛泛，空水共悠悠。」至唐代陸龜蒙《自遣詩》其四寫道：「長鯨好鱠無因得，乞取艅艎作釣舟。」而清代龔自珍《送欽差大臣侯官林公序》也記述：「北守海口，防我境，不許其入，非與彼戰於海，戰於艅艎也。」四個例子所描述的艅艎既指一般釣魚大船，亦指作戰戰船。